# Луценко Ірина Степанівна

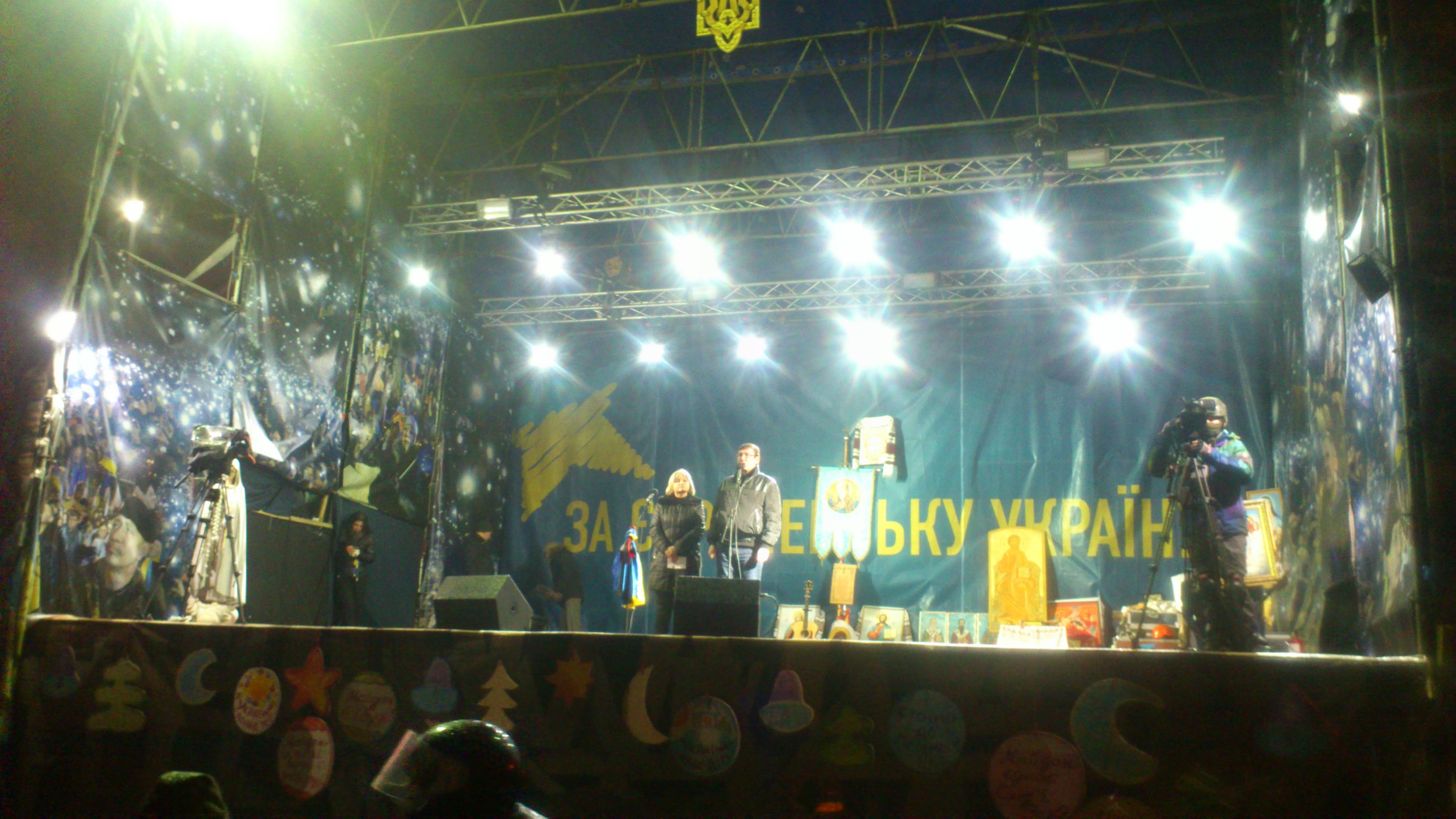
Ірина Луценко поруч з чоловіком на Євромайдані 19 лютого 2014

Ірина Степанівна Луценко (нар. 7 лютого 1966, м. Дубно, Рівненська область, Українська РСР, СРСР) — український службовець, підприємець, політик. Народний депутат України VII та VIII скликань. Заступник голови фракції Європейська солідарність у Верховній Раді VIII скликання. З квітня 2017 року до травня 2019 року Представник Президента України у Верховній Раді. Дружина Юрія Луценка.

## Життєпис
Народилася 7 лютого 1966 року в Дубні на Рівненщині. В дитинстві вчилася в музичній школі за класом бандури, займалась біатлоном і танцями.

## Освіта
1988 року закінчила Львівський політехнічний інститут за спеціальністю «Прикладна математика». 1996 року закінчила Українську державну академію водного господарства, за спеціальністю «Облік і аудит».

## Кар'єра
Після отримання першої вищої освіти у 1988 році працювала інженером-програмістом АСУ на СКТБ ВСНПО «Союзучприбор» у м.Рівне. У 1991 році переходить на роботу в Управління економіки Рівненського облвиконкому, де працює провідним фахівцем. У 1994 році переходить до Рівненського територіального відділення Антимонопольного комітету України на посаду заступника начальника відділу. В 1998 році стає начальником відділу Київського обласного територіального відділення Антимонопольного комітету України. У 2004 році переходить на посаду начальника відділу головного офісу НАСК «Оранта».
- 1988–1991 — інженер-програміст АСУ СКТБ ВСНПО «Союзучприбор».
- 1991–1994 — провідний спеціаліст управління економіки Рівненського облвиконкому.
- 1994–1998 — заступник начальника відділу Рівненського територіального управління Антимонопольного комітету України.
- 1998–2004 — начальник відділу Київського обласного територіального відділення Антимонопольного комітету України.
- 2004–2005 — начальник відділу Головного офісу НАСК «Оранта».

## Підприємницька діяльність
З 2005 році залишає державну службу і починає підприємницьку діяльність. У 2005 році стає директором ТОВ «Українські новітні телекомунікації», де до 2012 року працює фінансовим директором, а також за сумісництвом — адміністративним і комерційним директором. Основний вид діяльності компанії — надання телекомунікаційних послуг фізичним і юридичним особам. Також у 2008—2012 роках працює директором ТОВ "Бізнес центр «Лотос».
- 2005–2008 — фінансовий директор ТОВ «Українські новітні телекомунікації».
- 2008–2012 — директор ТОВ "Бізнес центр «Лотос».
- 2008–2009 — адміністративний директор ТОВ «Українські новітні телекомунікації» (за сумісництвом).
- 2009–2012 — комерційний директор ТОВ «Українські новітні телекомунікації» (за сумісництвом).

## Парламентська діяльність
- З 12 грудня 2012 — народний депутат VII скл., партія «Батьківщина», № 18 в списку. Заступник голови Комітету, голова підкомітету з питань гендерної рівності Комітету ВРУ з питань прав людини, національних меншин і міжнаціональних відносин.
- З 27 січня 2015 — народний депутат VIII скл., партія Блок Порошенка, № 70 в списку[3]. Голова підкомітету з міжнародно-правових питань та парламентського контролю за виконанням Україною міжнародних зобов'язань Комітету ВРУ з закордонних справ.
- З 29 серпня до 12 листопада 2019— народний депутат IX скл., партія «Європейська Солідарність», № 15 в списку. Член Комітету ВРУ з питань екологічної політики та природокористування[4]. 4 листопада оголосила про складання депутатських повноважень через стан здоров'я[5][6].

## Скандали
17 вересня 2014 року учасники мітингу під будівлею Адміністрації Президента України із закликами «Ганьба!» прогнали із заходу Ірину Луценко.

9 грудня 2015 року будучи депутатом фракції БПП неодноразово голосувала за себе та ще 3-х депутатів. Цей випадок став наймасштабнішим фактом кнопкодавства у Верховній Раді 2015-го року.

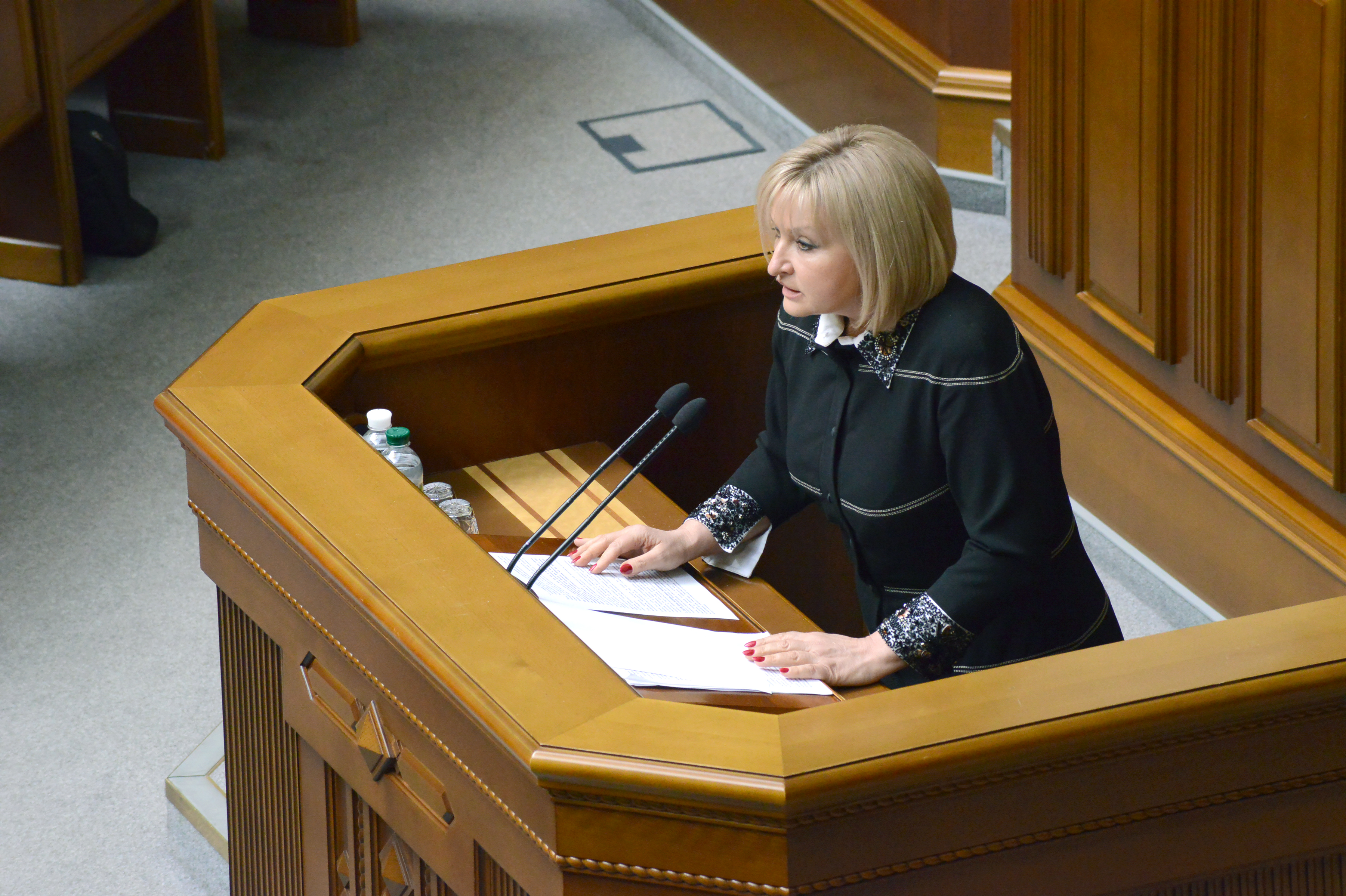
ВРУ, 2015

5 жовтня 2017 року у залі ВРУ відзначилась реплікою «Олєг, винєсі козла, Винєсі єво нафіг!», адресованою народному депутату від БПП, виходцю з Єнакієвого Олегові Недаві аби той нейтралізував депутата Юрія Левченка (член ВО «Свобода»), що виступав проти президентського законопроєкту № 7164 «Про створення необхідних умов для мирного врегулювання ситуації в окремих районах Донецької та Луганської областей», який встановлював термін дії Закону України «про створення необхідних умов для мирного врегулювання ситуації в окремих районах Донецької та Луганської областей» — 1 рік з моменту набуття чинності.
7 лютого 2019 року у залі ВРУ під час обговорення питання про перейменування Дніпропетровської області, спікер Верховної Ради Андрій Парубій запросив її за трибуну. Ірина Луценко вийшла і почала доповідати про спостерігачів від Росії та можливу підготовку втручання у вибори президента та народних депутатів. Парубій перервав Луценко та звернув її увагу на те, що вона переплутала доповіді. Через це вона вилаялась лайливою реплікою «Бляха-муха».

## Сім'я
- Чоловік — Юрій Луценко, з яким познайомилась ще під час навчання у Львівському політехнічному інституті.
- Сини — Олександр (1989) і Віталій (1999).
- Батько — Степан Нарембік, до 2007 р. очолював ВАТ «Дубновантажавтотранс», в 2008 р. певний час значився власником ТОВ "Бізнес-центр «Лотос» і в 2009—2010 рр. — ТОВ «Українські новітні телекомунікації» (пізніше власницею обох стала дочка Ірина)[14].
- Мати — Стефанія Нарембік, викладала англійську мову в загальноосвітній середній школі.

## Власність
Ірина є співвласницею:
- ТОВ «Українські новітні телекомунікації».
- ТОВ "Бізнес-центр «Лотос».
- ТОВ «Бел фам».
- ТОВ «Гейтвей-Харків Сервіс ЛТД».

## Відзнаки
- лауреатка премії «Жінка ІІІ тисячоліття» в номінації «Знакова постать» (2017)